# 玻利瓦尔城

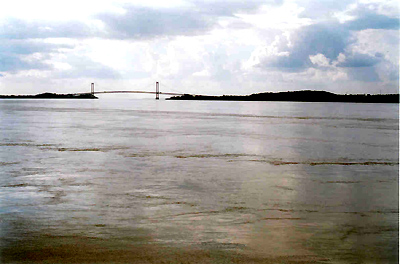
位在玻利瓦爾城的橫跨奧里諾科河的橋（2004）

玻利瓦城（西班牙語：Ciudad Bolívar）是委內瑞拉東部玻利瓦尔州的首府。在1764年創建時原名「安哥斯度拉」（Angostura），意為狹窄的通道，後於1846年改名。2000年時人口估計為312,691人。
這座城市位在奧里諾科河一個變狹窄的地方，原來的名字“安哥斯度拉”是該城舊全名“奧里諾科河變狹處的蓋亞那的聖多瑪斯”（Santo Tomé de Guayana de Angostura del Orinoco）的簡稱。奧里諾科河在該城處河寬減少到約1英哩（約1.6公里），是至今唯一一座跨越奧里諾科河的橋的所在地。另外還有兩座橋正在興建中。